# Тарасов, Борис Васильевич
Борис Васильевич Тарасов (28 февраля 1932 — 16 июня 2021) — военачальник и политик, народный депутат Российской Федерации (1990—1993).

## Биография
Родился 28 февраля 1932 года в Серпухове в семье военнослужащего.
Окончил Алма-Атинское военно-парашютное училище имени Верховного Совета Киргизской ССР (1954, с отличием) и Военно-политическую академию имени В. И. Ленина (1969).
Служил в Дальневосточном, Забайкальском, Северо-Кавказском, Приволжско-Уральском, Ленинградском военных округах, в Центральной группе войск, а также в Монголии и Афганистане.
- 1968—1975 Центральная группа войск (Чехословакия): с 1970 г. заместитель начальника, с 1972 г. — начальник политотдела мотострелковой дивизии.
- 1975—1979 Северо-Кавказский военный округ, начальник политотдела армейского корпуса.
- 1979—1982 Забайкальский военный округ, начальник политотдела армии.
- 1982—1984 — первый заместитель начальника политуправления Ленинградского военного округа.
- 1984—1987 — первый заместитель начальника политуправления войск Южного направления (Закавказский округ).
- 1987—1990 — член Военного Совета и начальник политуправления Приволжско-Уральского военного округа.

В 1990—1991 годах — заместитель начальника связи Вооружённых Сил СССР по военно-политической работе, генерал-лейтенант.
В 1990—1993 годах — народный депутат и член Верховного Совета РСФСР, руководитель депутатской фракции «Отчизна».
Награждён двумя орденами Красной Звезды, орденами «За службу Родине в Вооружённых Силах СССР» II и III степеней, медалями, а также орденом Красного Знамени Монгольской Народной Республики.
Удостоен в 2013 году Почётной грамоты Московской городской думы.
Умер 16 июня 2021 года на 90-м году жизни после тяжёлой болезни.